# Manuel Balda
Faberth Manuel Balda Rodríguez (n. Portoviejo, Ecuador; 21 de febrero de 1992) es un futbolista ecuatoriano de ascendencia española que juega de centrocampista y su equipo actual es El Nacional de la Serie A de Ecuador.

## Trayectoria

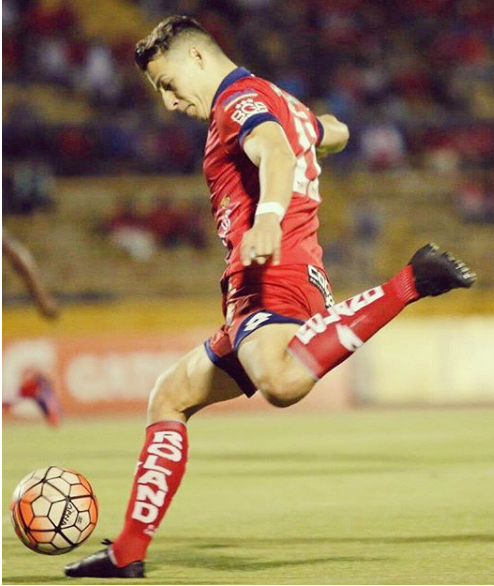
Manu Balda jugando con El Nacional

Tuvo sus inicios en Europa pasando por clubes de Europa como Santa Coloma de Andorra, Unión Deportiva Atlético Gramenet de España, Associació Esportiva Prat de España, Unió Esportiva Cornellà de España ya que desde muy pequeño emigró con sus padres al Viejo Continente.

### Badalona
En el año 2014 juega para el Badalona de la segunda división del fútbol español.

### Panthrakikos
En el 2015 es cedido por 6 meses al Panthrakikos de la Super Liga de Grecia.

### Regreso a Badalona

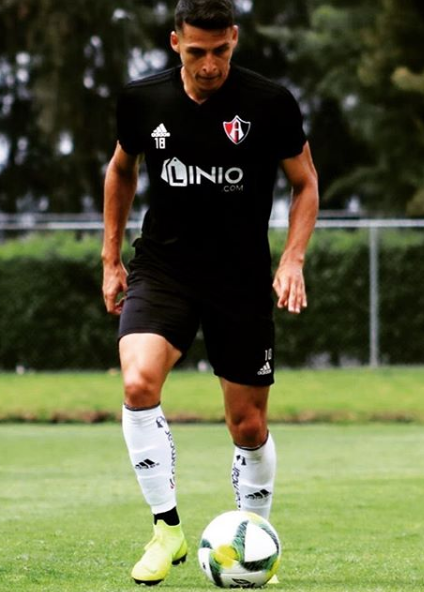
Manu entrenando en Atlas

A mitad de temporada regresa al Club de Fútbol Badalona.

### El Nacional
Para la temporada 2016 es fichado por el Club Deportivo El Nacional donde tiene destacadas actuaciones en el campeonato ecuatoriano, debido a su buen remate desde media distancia y buen juego el club compra su pase en el 2017, disputa torneos internacionales como la Copa Libertadores de América y la Copa Sudamericana, llegando a ser capitán y referente del club, llegó a ser convocado a la selección de Ecuador por su habilidad y buenas actuaciones en el campeonato local.
Tras su paso por Cuenca, en 2023 se concretó su vuelta al club para reforzarlo tras su ascenso a la Serie A de Ecuador.

### Atlas
Para mediados de 2019 ficha por el Atlas de la Liga MX.

### Santos Laguna
Para mediados de 2020 es cedido al Santos Laguna de la Liga MX por un año.

### Guayaquil City
A inicios de 2021 es contratado por el Guayaquil City Fútbol Club para disputar la LigaPro Serie A.

### Deportivo Cuenca
En la temporada 2022 firmó contrato por una temporada con Deportivo Cuenca. Dejó el club tras finalizar su contrato.

### El Nacional
El 24 de diciembre de 2022, se confirma su regreso a El Nacional de la Serie A de Ecuador.

## Selección nacional
Fue convocado por Hernán Darío Gómez para jugar los partidos amistosos ante las selecciones de Perú y Panamá.

## Estadísticas

### Clubes
Actualizado al último partido disputado el 12 de mayo de 2024.
| Club              | País          | Año           | Partidos | Goles |
| ----------------- | ------------- | ------------- | -------- | ----- |
| U. D. A. Gramenet | España        | 2010-2012     | 9        | 0     |
| A. E. Prat        | España        | 2013          | 29       | 5     |
| U. E. Cornellà    | España        | 2013          | 0        | 0     |
| C. F. Badalona    | España        | 2014          | 16       | 3     |
| Panthrakikos      | Grecia        | 2015          | 9        | 0     |
| C. F. Badalona    | España        | 2015          | 19       | 2     |
| El Nacional       | Ecuador       | 2016-2019     | 123      | 25    |
| Atlas             | México        | 2019-2020     | 6        | 1     |
| Santos Laguna     | México        | 2020          | 0        | 0     |
| Guayaquil City    | Ecuador       | 2021          | 25       | 1     |
| Deportivo Cuenca  | Ecuador       | 2022          | 15       | 0     |
| El Nacional       | Ecuador       | 2023-act.     | 25       | 2     |
| Total carrera     | Total carrera | Total carrera | 276      | 39    |

### Participaciones internacionales
| Torneo                 | Club                 | Resultado    |
| ---------------------- | -------------------- | ------------ |
| Copa Libertadores 2017 | El Nacional          | Primera fase |
| Copa Sudamericana 2018 | El Nacional          | Segunda fase |
| Copa Sudamericana 2021 | Guayaquil City F. C. | Primera fase |

## Palmarés

### Distinciones individuales
| Distinción                       | Año  |
| -------------------------------- | ---- |
| Mejor futbolista de la temporada | 2018 |